# Onen Svět (Čachrov)
Onen Svět je malá vesnice, část městyse Čachrov v okrese Klatovy v Plzeňském kraji. Nachází se asi čtyři kilometry jižně od Čachrova. Je zde evidováno 17 adres. V roce 2011 zde trvale žilo pět obyvatel.
Onen Svět je také název katastrálního území o rozloze 1,95 km².

## Historie
První písemná zmínka o vesnici pochází z roku 1568.

## Obyvatelstvo
| Rok            | 1869 | 1880 | 1890 | 1900 | 1910 | 1921 | 1930 | 1950 | 1961 | 1970 | 1980 | 1991 | 2001 | 2011 | 2021 |
| -------------- | ---- | ---- | ---- | ---- | ---- | ---- | ---- | ---- | ---- | ---- | ---- | ---- | ---- | ---- | ---- |
| Počet obyvatel | 105  | 107  | 109  | 111  | 110  | 102  | 90   | 14   | 8    | 10   | 16   | 12   | 9    | 5    | 6    |
| Počet domů     | 15   | 16   | 15   | 15   | 16   | 16   | 16   | 3    | 3    | 3    | 3    | 3    | 3    | 3    | 4    |

## Obecní správa
Při sčítání lidu v letech 1850–1963 Onen Svět byl osadou obce Jesení v okrese Klatovy. Od roku 1964 je částí městyse Čachrov v okrese Klatovy.

## Pamětihodnosti
- Přírodní rezervace Onen svět, severně od osady

## Galerie

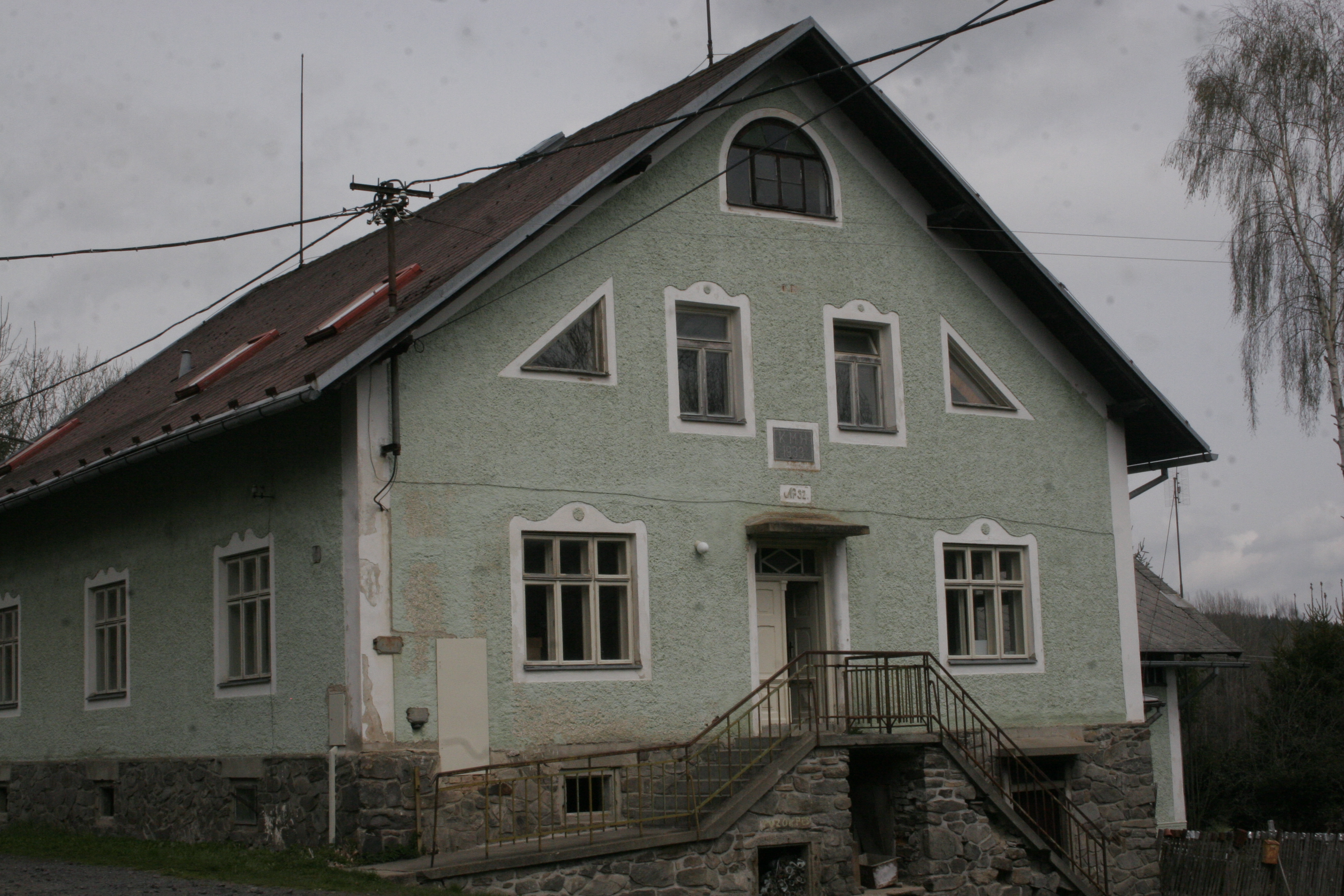
Místní dům
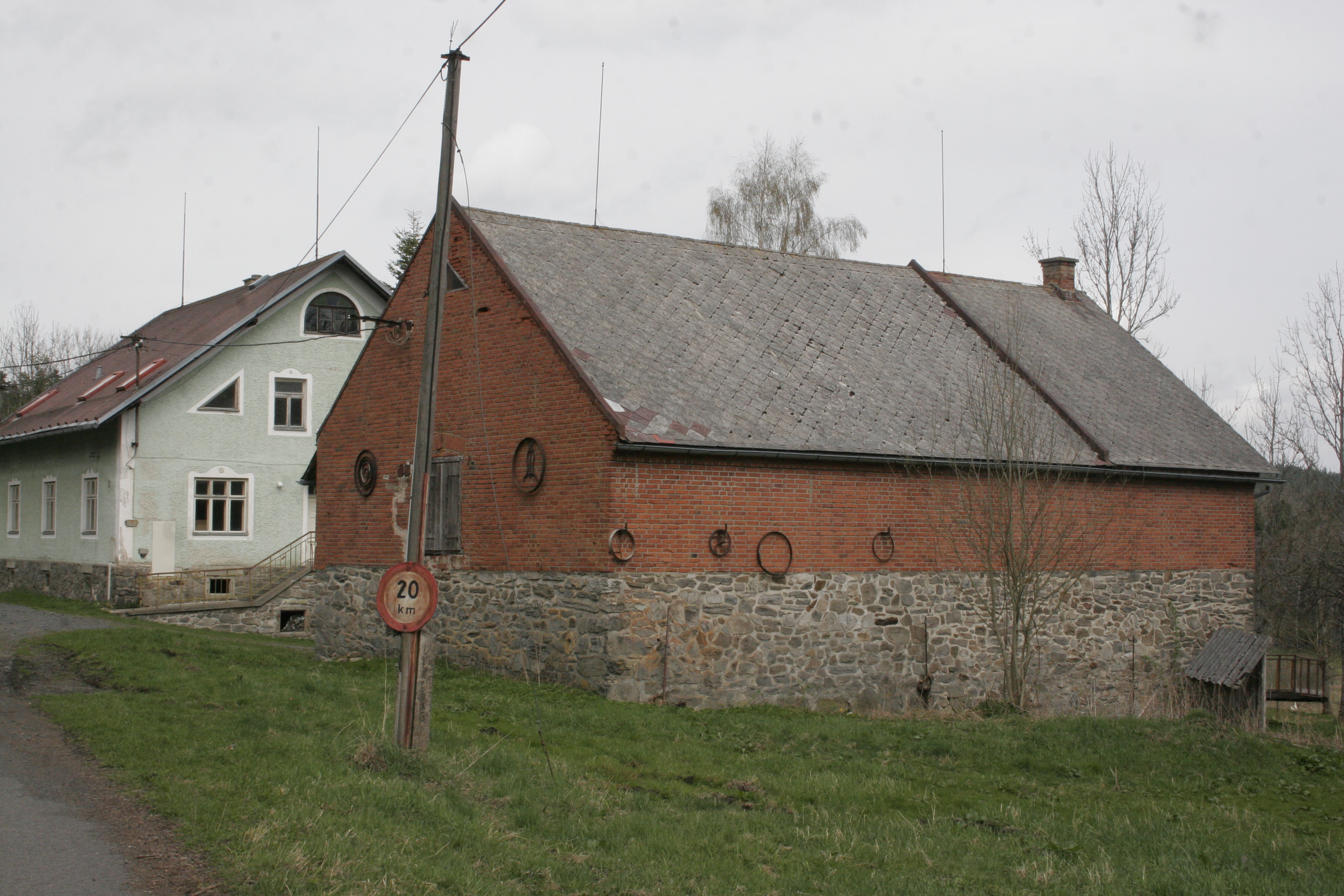
Domy na Onom Světě
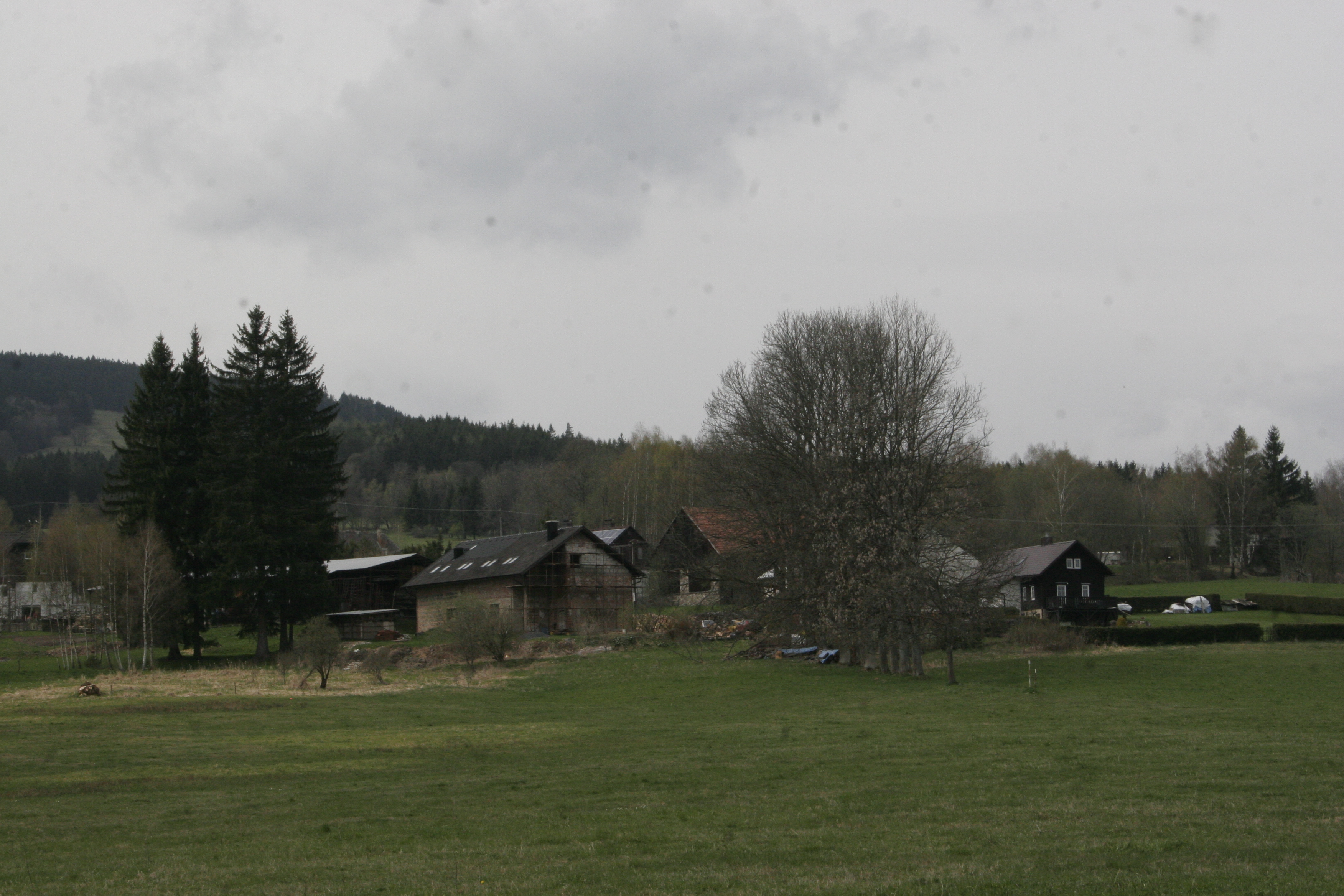
Onen svět zdáli